# Rue Ruplinger
La rue Ruplinger est une rue située dans le 4e arrondissement de Lyon, sur le plateau de la Croix-Rousse.
Construite vers le milieu du XIXe siècle, la rue Ruplinger est une petite rue étroite qui se termine par des escaliers.
Elle offre une vue sur le Rhône et le parc de la Tête d'Or qui se trouvent en contrebas.

## Histoire
Anciennement, la rue se nommait rue Sainte-Marie,. Mais après les rattachements de La Guillotière et de la Croix-Rousse à Lyon (en 1852), la ville compte plusieurs rue Sainte-Marie (rue Sainte-Marie dans le 3e arrondissement et rue Sainte-Marie des Terreaux dans le 1er, nommée ainsi pour ne pas la confondre avec les autres).
Aussi, sur proposition du Maire de Lyon, la rue Sainte-Marie du 4e arrondissement est rénommée en juillet 1916. Elle prend alors le nom de l'écrivain lyonnais André Ruplinger (orthographié Rüplinger dans les archives de la ville), mort au front le 20 août 1914, à l'âge de 25 ans.
C'est ici que l'artiste-peintre lyonnais Pierre Combet-Descombes a vécu les dernières années de sa vie.